# Deepwater Horizon (pel·lícula)
Deepwater Horizon és una pel·lícula de catàstrofes estatunidenca de 2016 basada en l'explosió i el vessament de petroli de Deepwater Horizon al golf de Mèxic. Peter Berg la va dirigir a partir d'un guió de Matthew Michael Carnahan i Matthew Sand. És protagonitzada per Mark Wahlberg, Kurt Russell, John Malkovich, Gina Rodriguez, Dylan O'Brien i Kate Hudson. És una adaptació de "Deepwater Horizon's Final Hours", un article del 25 de desembre de 2010 a The New York Times escrit per David Barstow, David Rohde i Stephanie Saul. Ha estat doblada i subtitulada al català.
El rodatge principal va començar el 27 d'abril de 2015 a Nova Orleans. La pel·lícula es va estrenar al Festival Internacional de Cinema de Toronto de 2016 i va arribar als cinemes dels Estats Units el 30 de setembre de 2016. Va rebre crítiques generalment positives, però es va considerar un fracàs de taquilla, atès que va recaptar una mica menys de 122 milions de dòlars a tot el món amb un pressupost de 110 milions de dòlars, la qual cosa va suposar una pèrdua d'entre 60 i 112 milions de dòlars per a l'estudi. La pel·lícula va ser nominada a dos Oscars a la 89a edició dels premis (millor so i millors efectes visuals), i un premi BAFTA al millor so a l'edició de 2016.